# 다테 히데무네

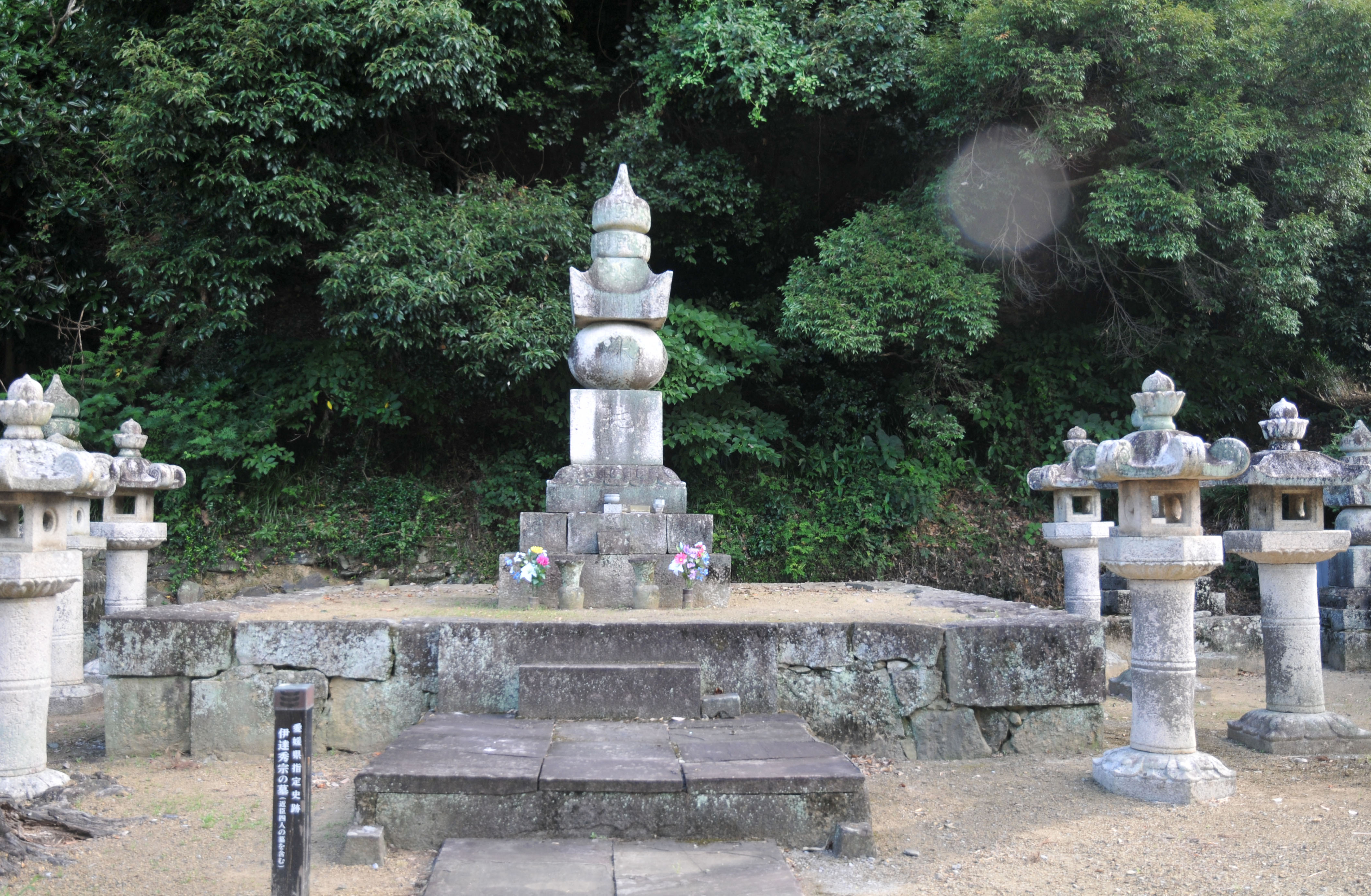

다테 히데무네(일본어: 伊達秀宗, 1591년 11월 11일 ~ 1658년 7월 8일)는 에도 시대 전기의 다이묘이다. 이요 우와지마번 초대 번주를 지냈다. 다테씨 당주 다테 마사무네의 서장자로 태어났다. 모친은 부친의 측실이었기에 부친의 정실소생인 동생 다다무네가 종가 차기 당주가 되었다.
| 전임 (다테 마사무네) | 제1대 우와지마 다테가 당주 1614년 ~ 1657년 | 후임 다테 무네토시 |

| 전임 막부령(도미타 노부타카) | 제1대 우와지마번 번주 (우와지마 다테가) 1614년 ~ 1657년 | 후임 다테 무네토시 |